# Genuci (sacerdot)
Genuci (en llatí Genucius) va ser un sacerdot de la deessa Magna Mater. El pretor Gneu Aufidi Orestes li va deixar una herència, però en va ser privat pel cònsol Mamerc Emili Lèpid Livià (77 aC), al·legant que Genuci no era ni un home ni una dona, sinó un eunuc que a l'època eren considerats com un gènere neutre.